# Bokwang Phoenix Park

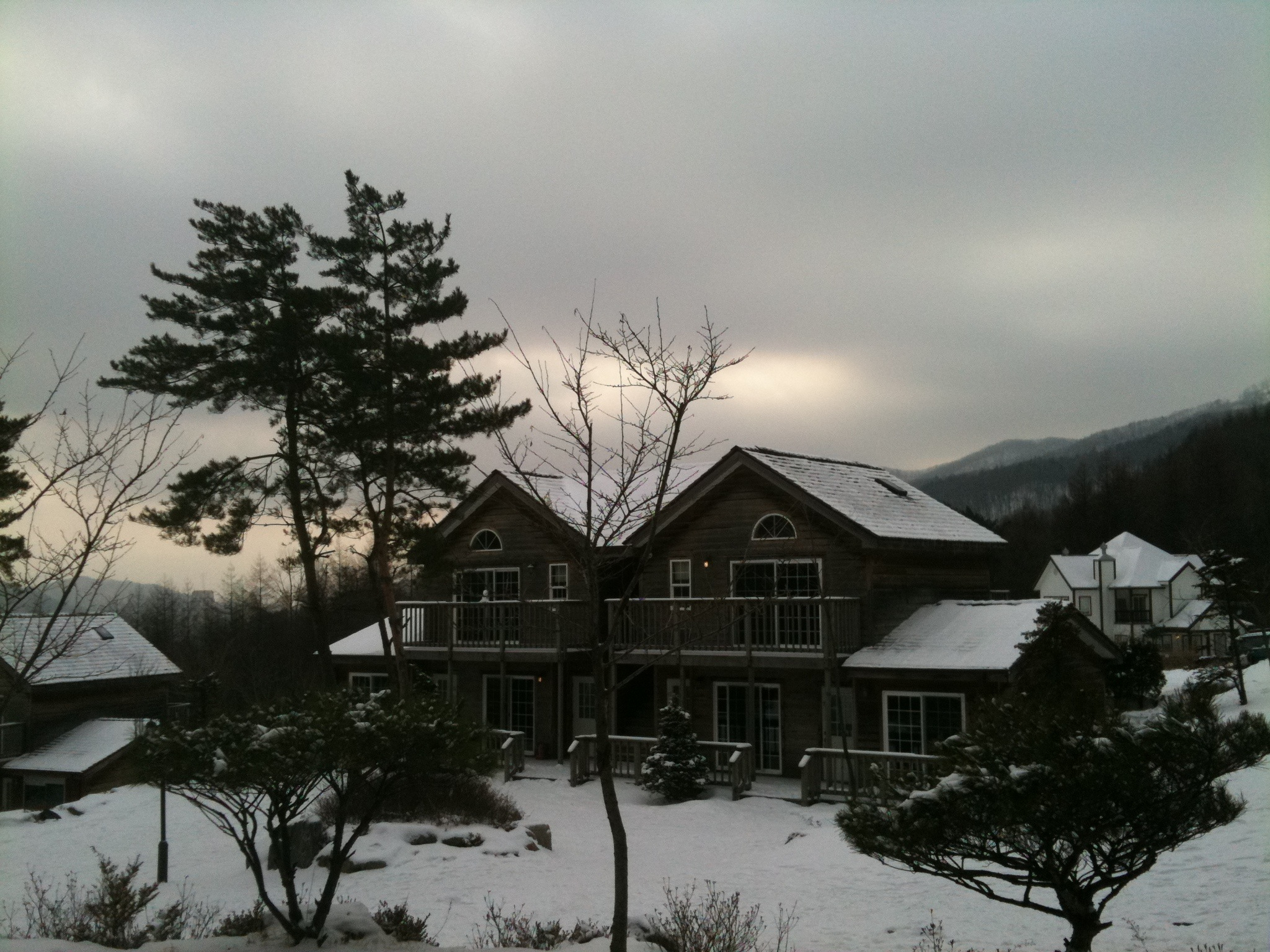
Una parte della stazione sciistica.

Il Bokwang Phoenix Park ( 보광 휘닉스 파크?) è una stazione sciistica situata a Bongpyeong, nella contea di Pyeongchang in Corea del Sud. Aperta nel 1995, nel 2018 ha ospitato le gare di snowboard e di freestyle dei XXIII Giochi olimpici invernali.

## Caratteristiche
La stazione sciistica, situata tra i 700 e i 1 050 metri d'altitudine lungo un versante del monte Taegisan, possiede 12 piste, per una lunghezza totale di 6,6 km, e 9 impianti di risalita. La pista più lunga si sviluppa per 1 010 metri con un dislivello di 294 metri. Il resort comprende anche un campo da golf con 18 buche aperto tra aprile e novembre e il più alto condomino del paese, lo Sky Condo di 28 piani.